# Sheezus (canção)
"Sheezus" é uma canção da cantora e compositora britânica Lily Allen, lançado como o quarto single do álbum do mesmo nome (2014). Foi lançado juntamente com o videoclipe da música em 23 de Abril de 2014, antecipando sua data de lançamento prevista para 28 de Abril, pela possibilidade da canção vazar. A gravadora Parlophone mais tarde anunciou que "Sheezus" não seria lançado como um single oficial, decisão tomada pela gravadora devido às repetições da palavra "period" (menstruação) durante a canção.

## Antecedentes
Allen lançou seu segundo álbum de estúdio, It's Not Me, It's You, em 2009, com uma mudança de gênero para synthpop invés ao ska e às influências de reggae de seu álbum de estreia Alright, Still (2006). Em 2009, Allen anunciou que ela estaria tomando um hiato de atividades musicais. No ano seguinte, ela abriu uma loja de aluguel de moda chamada Lucy in Disguise com sua irmã Sarah, seguido pelo lançamento de 2011 sua própria gravadora. Em 2013, Allen revelou que ela tinha começado a trabalhar em seu terceiro álbum de estúdio Sheezus. Em 20 de Junho de 2012, Allen twittou que ela estava em estúdio trabalhando com Greg Kurstin em novas músicas.   Allen mudou o nome artístico de Lily Allen para Lily Rose Cooper.  Em Agosto de 2013 ela mudou o nome profissional de volta e twittou que uma nova música chegaria "em breve". 
Allen disse inicialmente que sua gravadora não iria permitir o lançamento de "Sheezus" "[porque] tem a palavra "period" (menstruação) nela". Allen continuou a comentar sobre o assunto dizendo que sua gravadora queria lançar músicas amigáveis, como "Air Balloon", que Allen chama de "pop dócil" e disse que eles foram escolhidos porque as gravadoras e estações de rádio "não queria reproduzir o melhor material". 
A canção contém referências às cantoras e compositoras Beyoncé, Katy Perry e Lady Gaga, assim como a cantora de Barbados Rihanna e a neozelandesa Lorde.

## Histórico de lançamento
| País        | Data                | Formato          | Gravadora  |
| ----------- | ------------------- | ---------------- | ---------- |
| Reino Unido | 23 de Abril de 2014 | Descarga digital | Parlophone |